# Stragania ornatula
Stragania ornatula är en insektsart som beskrevs av Carl Stål 1862. Stragania ornatula ingår i släktet Stragania och familjen dvärgstritar. Inga underarter finns listade i Catalogue of Life.